# Kadusier-Kampagne Artaxerxes’ II.
|  | Dieser Artikel oder Abschnitt wurde wegen inhaltlicher Mängel auf der Qualitätssicherungsseite der Redaktion Geschichte eingetragen (dort auch Hinweise zur Abarbeitung dieses Wartungsbausteins). Dies geschieht, um die Qualität der Artikel im Themengebiet Geschichte auf ein akzeptables Niveau zu bringen. Dabei werden Artikel gelöscht, die nicht signifikant verbessert werden können. Bitte hilf mit, die Mängel dieses Artikels zu beseitigen, und beteilige dich bitte an der Diskussion! |

Das Achämenidenreich: Die Kadusier lebten am westlichen Ufer des Kaspisches Meeres (Auf der Karte unter dem Wort Caspios).

Die Kadusier-Kampagne war eine militärische Kampagne König Artaxerxes’ II. von Persien gegen die Kadusier im Jahr 385 v. Chr.
Die Gründe der Kampagne sind nicht überliefert, aber wahrscheinlich war sie eine Reaktion auf einen Aufstand der Kadusier und die Weigerung, Tribut zu zahlen.
Die Kadusier lebten in einer gebirgigen Region von Media Atropatene am südwestlichen Ufer des Kaspischen Meeres, zwischen den Parallelen von 39° und 37° nördlicher Breite. Sie werden von Strabon als ein kriegerisches Bergvolk beschrieben, das hauptsächlich zu Fuß kämpft und sich im Umgang mit Speer und Lanze gut auskennt. Sie siedelten vermutlich nördlich des Flusses Cyrus (heute Kura) und südlich des Flusses Mardus (heute Sefid Rud), den heutigen iranischen Provinzen Gilan und Ardabil.
Artaxerxes organisierte eine Expedition, die laut Plutarch aus 300.000 Infanteristen und 10.000 Kavalleriesoldaten bestand. Er befehligte die Expedition persönlich, unter den begleitenden Offizieren befanden sich Tiribazos und Datames. Da die Verpflegung ausging, litt die Armee bald Hunger. Das bergige Gelände bot wenig Nahrung, so dass die Truppe gezwungen war, zuerst die Lasttiere und danach ihre eigenen Kavallerie-Reittiere zu verzehren.
Tiribazus fand eine Lösung zur Rettung der königlichen Armee. Da die Kadusier unter zwei rivalisierenden Häuptlingen aufgeteilt waren, schickte er seinen Sohn, um mit einem zu verhandeln, während er mit dem anderen verhandelte. Sowohl Tiribazus als auch sein Sohn überzeugten die Kadusier-Häuptlinge, dass der andere Gesandte zum persischen König geschickt und einen vorteilhaften Frieden gesucht hatte. Keiner der beiden Häuptlinge wollte von dem Rivalen ausmanövriert werden, so dass sich beide Artaxerxes unterwarfen. Nach Abschluss der erfolgreichen Verhandlungen zog sich die persische Armee zurück und beendete den Feldzug.